# حوزه انتخابیه سی‌ودوم تگزاس
حوزه انتخابیه سی‌ودوم تگزاس یک حوزه انتخابیه مجلس نمایندگان آمریکا است که در ایالت تگزاس قرار دارد.